# Sint-Jansboschgroeve IV

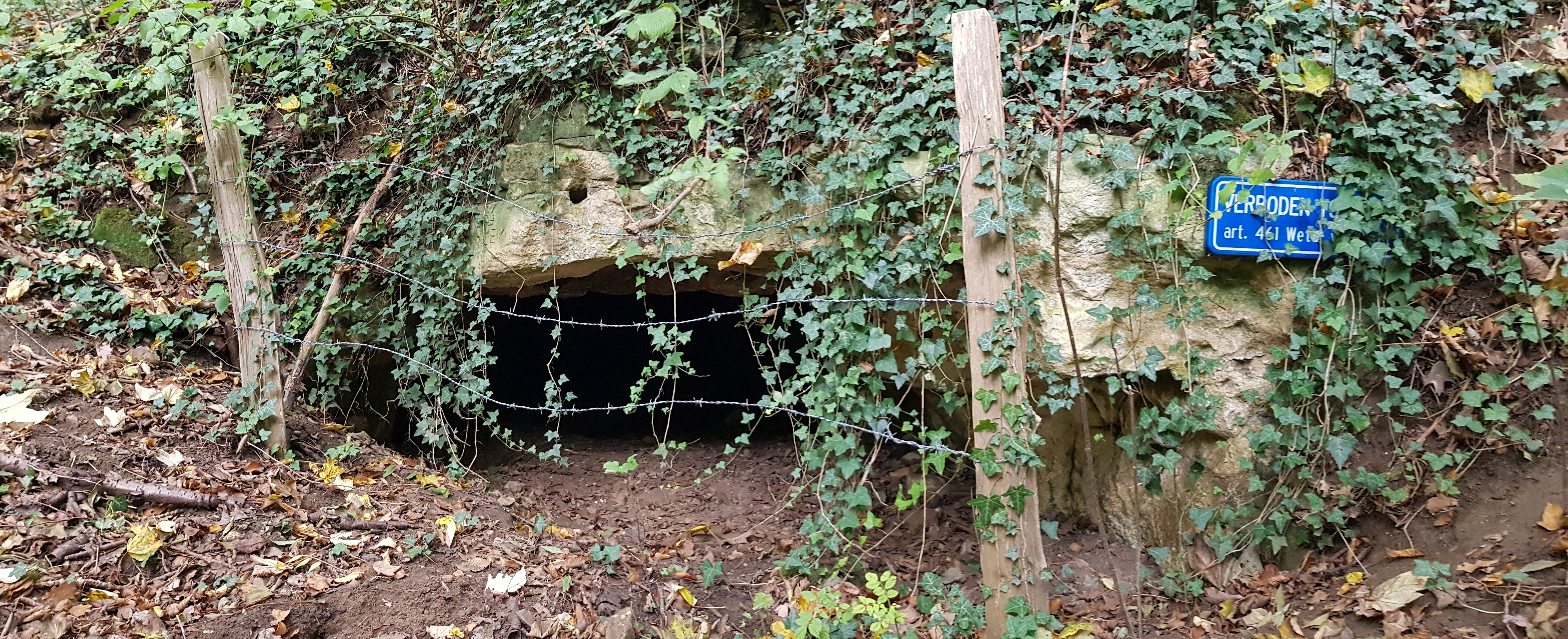
Sint-Jansboschgroeve IV

De Sint-Jansboschgroeve IV is een Limburgse mergelgroeve in de Nederlandse gemeente Valkenburg aan de Geul in Zuid-Limburg. De ondergrondse groeve ligt ten zuidwesten van Oud-Valkenburg in het oordwesten van het Sint-Jansbosch op de noordoostelijke rand van het Plateau van Margraten in de overgang naar het Geuldal. Ter plaatse duikt het plateau een aantal meter steil naar beneden. Van de vijf Sint-Jansboschgroeven is deze groeve de op een na laagst gelegen groeve.
Naar het noordwesten liggen op respectievelijk ongeveer 30 meter, 40 meter en 50 meter achtereenvolgens de Sint-Jansboschgroeve III, Sint-Jansboschgroeve II en Sint-Jansboschgroeve I, terwijl op ongeveer 30 meter naar het noordoosten de Sint-Jansboschgroeve V ligt. Op ongeveer 135 meter naar het noordwesten ligt de Groeve Pruus Karel I, op ongeveer 275 meter naar het zuiden ligt de Groeve Essenbosch IV en op ongeveer 270 meter naar het zuidoosten ligt de Groeve van de Scheve Spar II.

## Geschiedenis
Van de 17e tot in de 19e eeuw werden de groeven door blokbrekers ontgonnen voor de winning van kalksteen.

## Groeve
De groeve heeft een oppervlakte van ongeveer 39 vierkante meter en een ganglengte van ongeveer negen meter.

## Geologie
De groeve is uitgehouwen onder de Horizont van Romontbos in de Kalksteen van Schiepersberg uit de Formatie van Maastricht.